# Maria Carlier
Maria Donia-Carlier (Utrecht, 2 februari 1943) is een Nederlandse kunstschilder, aquarellist, tekenaar en textielkunstenaar.

## Leven en werk
Carlier is een dochter van het kunstenaarsechtpaar Henk Carlier (1911-1994) en Jo Mulder (1917-1972) en een tweelingzus van de beeldhouwer Marga Carlier.
Ze werd opgeleid aan de Academie voor Kunst en Industrie in Enschede en aan de Academie voor Beeldende Kunsten in Rotterdam. In 1964 ontving ze de Drempelprijs van Rotterdam. Carlier schildert, tekent, aquarelleert, maakt gravures en textielkunst. In de jaren zeventig maakte ze levensgrote poppen van polyester en textiel. Met zus Marga maakte ze poppen van de Zangeres Zonder Naam en Vader & Zoon voor Madame Tussauds. Ze exposeerde meerdere malen, onder andere samen met Marga. Carlier trouwde met de kunstcriticus Jan Donia. Zij zijn de ouders van de schilder Aloysius Donia.